# Tylophora asthmatica
Tylophora asthmatica là một loài thực vật có hoa trong họ La bố ma. Loài này được (L. f.) Wight & Arn. miêu tả khoa học đầu tiên năm 1834.